# Dilema de Hempel
El dilema de Hempel es una pregunta planteada por primera vez —al menos que se tenga constancia— por el filósofo Carl Gustav Hempel. Tiene relevancia para el así llamado "naturalismo filosófico" así como para el "fisicalismo".
El dilema cuestiona cómo puede utilizarse el lenguaje de la física para describir con precisión la ontología, dado que depende de la imperfecta lingüística humana, o como declaró Hempel:
La tesis del fisicalismo parecería requerir un lenguaje en el cual se pueda formular una teoría verdadera de todos los fenómenos físicos. Pero no está del todo claro qué se entiende aquí por "fenómeno físico", especialmente en el contexto de una doctrina que ha tomado un giro decididamente lingüístico."

## Descripición general
La tesis del fisicalismo es la afirmación de que «todo es físico» o que todo es "natural". Esto deja abierta la pregunta de qué se entiende por "natural" o por "físico"; una interpretación posible de tal afirmación es la de que todo lo empírico es, en última instancia, traducible en términos de la física. Sin embargo, este tipo de "fisicalismo", a su vez, deja abierta la pregunta de qué debemos considerar como los términos apropiados en física. Aquí parecen haber dos opciones, y estas opciones forman los extremos del dilema de Hempel, ya que ninguna parece satisfactoria:
Por un lado, podemos definir "lo físico" como aquello que actualmente es explicado por nuestras mejores teorías físicas (actualmente, la teoría cuántica de campos y la relatividad general). En este caso, el problema radica en que una solución ontológica bien elaborada a las discusiones en filosofía de la mente por el momento se encuentra fuera del alcance de estas teorías.
Por otro lado, si decimos que lo que se entiende es alguna física futura "ideal", entonces la tesis en cuestión resulta bastante vacía, pues entonces no tenemos idea de lo que ella significa. De hecho, en esta segunda interpretación, el "fisicalismo" se convierte en la afirmación trivial de que "todos los fenómenos son explicables en términos de la física porque "la física", bien entendida, es aquello que proporciona un modelo teórico para todos los fenómenos".
En resumen, la tesis en cuestión resultaría tan conceptualmente inadecuada (en el primer caso) o bien simplemente tan conceptualmente vaga (en el segundo caso) que carecería de valor o mérito teorético sustancial.